# コチョウゲンボウ

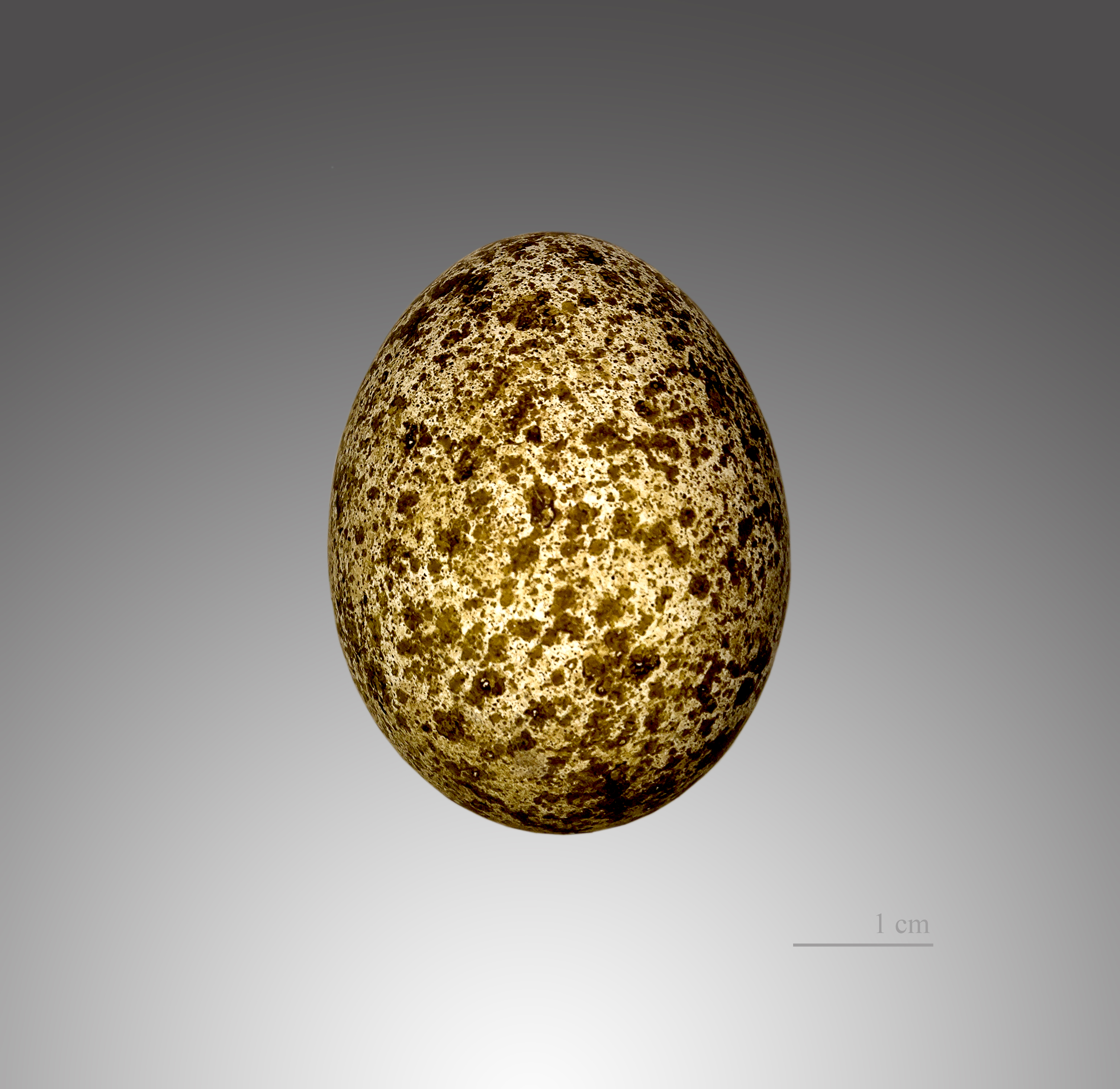
Falco columbarius

コチョウゲンボウ（小長元坊、学名：Falco columbarius）は、鳥綱ハヤブサ目ハヤブサ科ハヤブサ属に属する鳥類の一種である。

## 分布
北アメリカ大陸北部、ユーラシア大陸北部で繁殖し、冬季はアフリカ北部、インド、中国東南部、北アメリカ大陸中部から南部、西インド諸島に渡り越冬する。
日本へは冬鳥として、北海道から九州まで各地に渡来するが、数はそれほど多くない。南西諸島ではまれである。

## 形態
全長オス27cm、メス31cm。嘴から下方へ向かう黒い斑紋（ハヤブサ髭）はないか不明瞭。
オスは頭頂部と背面、翼の上面が鮮やかな青灰色。頚部は腹面橙褐色で褐色の縦斑がある。メスは上面が灰褐色で黄褐色の斑があり、頚部、腹面は黄白色で黒色の太い縦斑がある。

## 生態
海岸や草原、農耕地、丘陵地など様々な環境に生息する。
食性は動物食で小型鳥類、小型哺乳類、昆虫類等を食べる。小型の鳥類が主食で、飛翔中の獲物を素早く追い回し捕らえる。またハヤブサ同様に、獲物の背後に回って蹴落とすこともある。
岩場の上など地上に木の枝などを組み合わせた皿状の巣を作る。森林地帯で繁殖する個体は、カラス類の古巣を流用することが多い。
繁殖形態は卵生。5-6月に平均4卵を産む。雌雄共に抱卵を行うが、主に抱卵はメスが行う。
越冬地では、数羽から十数羽の群れでねぐらをとる。